# Liste des volcans du Portugal
Cet article recense les volcans du Portugal. 

## Liste
| Nom                | Altitude | Dernière éruption | Coordonnées          |
| ------------------ | -------- | ----------------- | -------------------- |
| Água de Pau / Fogo | +0947,   | 1564              | 37° 46′ N, 26° 31′ O |
| Corvo              | +0718,   | ?                 | 39° 41′ N, 32° 53′ O |
| Dom João de Castro | +0014,   | 1720              | 38° 13′ N, 27° 22′ O |
| Faial              | +1 043,  | 1958              | 38° 36′ N, 29° 16′ O |
| Flores             | +0914,   | 950 av. J.-C.     | 39° 27′ N, 32° 47′ O |
| Furnas             | +0805,   | 1630              | 37° 46′ N, 26° 40′ O |
| Graciosa           | +0402,   | Holocène          | 39° 01′ N, 28° 01′ O |
| Madère             | +1 862,  | 4500 av. J.-C.    | 32° 43′ N, 17° 01′ O |
| Monaco             | −0197,   | 1911              | 37° 36′ N, 25° 53′ O |
| Pico               | +2 351,  | 1720              | 38° 28′ N, 29° 36′ O |
| São Jorge          | +1 053,  | 1907              | 38° 38′ N, 29° 55′ O |
| Sete Cidades       | +0856,   | 1880              | 37° 52′ N, 26° 13′ O |
| Terceira           | +1 023,  | 2000              | 38° 43′ N, 28° 40′ O |
| Sans nom           | +0350,   | 1652              | 37° 46′ N, 26° 19′ O |